# Pherusa sarsi
Pherusa sarsi är en ringmaskart som först beskrevs av McIntosh 1922.  Pherusa sarsi ingår i släktet Pherusa och familjen Flabelligeridae. Inga underarter finns listade i Catalogue of Life.